# Lazarus
Lazarus е многоплатформена визуална среда за програмиране използваща езика Pascal или по-точно Object Pascal.
Lazarus е IDE (Integrated Development Environment) или на български – интегрирана среда за разработка на приложения.
Разработчиците са изградили добра безплатна алтернатива на Borland Delphi.
Средата е с отворен код и свободна за сваляне.
Lazarus съдържа богат набор от класове и компоненти, които всеки ден се увеличават. Предлага собствен еквивалент на VCL (визуална библиотека от компоненти на Borland Delphi) наречен LCL (Lazarus Component Library). Притежава компоненти за връзка с множество бази от данни: InterBase/FireBird, SQLite, SyBase, Oracle, MySQL, MsSQL и PostgreSQL.
Lazarus изцяло използва компилатора с отворен код Free Pascal.

## История
Историята на проекта Lazarus IDE е много интересна. Името Lazarus (на български Лазар) e в чест на библейския герой Лазар, който е първият възкресен човек от Господ Иисус Христос. А това име е избрано поради следната причина: през 1998 г. започва проектът Megido, който е имал за цел създаването на open source продукт копие на Delphi, но този проект бързо замира. Трима от участниците в проекта Megido, обаче не се отказват и решават през 1999 г. да създадат свой собствен проект със същата цел: избират името Lazarus, защото казват, че: ”Megido умря, а възкръсна Lazarus”.
В началото проектът няма особен успех, но след присъединяването през 2000 г. на нови разработчици, които написват нови модули и нова функционалност, нещата потръгват. По-късно към проекта продължават да се присъединяват още и още нови разработчици, които вливат в него нови и свежи идеи...
И най-важното този проект продължава да се развива и до днес!